# فارایون د مدینیا
فارایون د مدینیا (به اسپانیایی: Farallon de Medinilla) یک جزیره در جزایر ماریانای شمالی است که در اقیانوس آرام واقع شده‌است.

## خصوصیات
فارایون د مدینیا غیرمسکونی می‌باشد و ۸۱ متر بالاتر از سطح دریا واقع شده‌است.